# Smolno Wielkie (stacja kolejowa)
Smolno Wielkie – przystanek kolejowy we wsi Smolno Wielkie, w woj. lubuskim, w Polsce.